# اللغة الأقطانية
الأقطانية لغة محكية في أقطانية جنوب شرق فرنسا.